# Rigas Velestinlís
Rigas Velestinlís o Feraios, (en griego Ρήγας Βελεστινλής-Φεραίος) (Velestino, hacia 1757-Belgrado, 1798) fue un poeta y patriota griego que combatió la ocupación turca. Fue traicionado y torturado hasta la muerte por los turcos.
Nació en un pequeño pueblo en la región de Tesalia en 1757. A la edad de 20 años se trasladó a Constantinopla (actualmente denominada Estambul). Velestinlís acabó desilusionado por el incumplimiento de las promesas rusas sobre la liberación e Grecia del imperio otomano, por lo que pasó a buscar apoyos en Francia. Compuso varias canciones con temas revolucionarios, destacando el Thurios. También editó la Carta de Grecia y la Constitución de la República Helénica durante su estancia en Viena en 1797. En la Constitución de la República Helénica incluyó a todos los pueblos de la península balcánica. Acabó siendo ejecutado por el gobernador otomano de Belgrado en 1798.